# Puzzle (album Ziyo)
Puzzle – album zespołu Ziyo. Wydany 11 marca 2009 roku nakładem wydawnictwa MTJ.
Wszystkie kompozycje i teksty są autorstwa Jerzego Durała, z wyjątkiem utworu „Dancing with Tears in My Eyes” grupy Ultravox.

## Lista utworów
źródło:.
1. „Nr 7” – 0:41
2. „Hello” – 3:34
3. „Horoskop na urodziny” – 3:59
4. „Sms 636” – 4:01
5. „Mega moc RTV” – 4:15
6. „Mesa Boogie” – 3:46
7. „Puzzle” – 4:27
8. „Na horyzoncie Nowy Rok” – 4:26
9. „T...M...K... (tylko mnie kochaj)” – 4:23
10. „To jeszcze nie koniec” – 4:54
11. „Poste Restante” – 4:49
12. „Dancing with Tears in My Eyes” – 3:57 (utwór dodatkowy)

oraz:
„Sms 636” – clip
„Poste Restante” – clip

## Muzycy
źródło:.
- Jerzy Durał – śpiew, instrumenty klawiszowe, loopy
- Jacek Bielecki – gitara basowa
- Marcin Mączyński – instrumenty klawiszowe
- Piotr Sokołowski – gitary
- Sławomir Puka – perkusja

gościnnie
- Grzegorz Bociański – śpiew
- Mariusz Dziekan – pianino elektryczne
- Aleksandra Sochacka – śpiew